# Dancu, Iași
Dancu este un sat în comuna Holboca din județul Iași, Moldova, România.

## Așezare
Satul Dancu este situat la 2 km vest de centrul comunei Holboca și la 3 km de municipiul Iași.

## Istoric
Localitatea este atestata ca așezare din 1541. Un document din 12 aprilie 1583 mentionează existența unui „pod a lui Dancu” si  în 1639 „Odaia Dancului” sau „Odaia lui Ienache”.
Din punct de vedere administrativ, satul Dancu a apartinut de plasa Copou și de plasa Bucium .
Pământul a apartinut pe rând, boierului Nicolae Balș (1740), lui Gheorghe Mavrocordat si ulterior lui Mihail Sturza. Pe baza reformei agrare din anul 1864, aproximativ 90 de familii din Dancu au fost  împroprietărite cu pământ.

## Transport
Până în satul Dancu circulă tramvaiul 3 (Gară - Piața Unirii - Tg. Cucu - Tătărași - Rond Dancu).